# Kamenz
Kamenz (alt sòrab: Kamjenc) és un municipi alemany que pertany a l'estat de Saxònia.

## Geografia
Està situat a uns 40 km al nord-est de Dresden i prop de 30 km al nord-oest de Bautzen. Limita al nord i nord-est amb Oßling, a l'est amb Nebelschütz, al sud-est amb Elstra, al sud-oest amb Haselbachtal, i a l'oest amb Schönteichen. El filòsof i poeta Gotthold Ephraim Lessing va néixer a Kamenz, com hi va ser condemnat penal Bruno Hauptmann. Està regat pel Jauer.

## Divisió administrativa
Comprèn les viles (amb l'any d'incorporació en parèntesi):
- Bernbruch, 1999
- Deutschbaselitz (Němske Pazlicy), 1999
- Jesau (Jěžow), 1935
- Lückersdorf-Gelenau (mit Hennersdorf), 1999
- Thonberg (Hlinowc), 1973
- Wiesa (Brěznja), 1973
- Zschornau-Schiedel (Čornow-Křidoł), 1999

## Evolució demogràfica
| Any  | Població |
| ---- | -------- |
| 1885 | 7.211    |
| 1939 | 14.483   |
| 1946 | 13.862   |
| 1950 | 14.331   |
| 1955 | 14.981   |
| 1956 | 14.931   |
| 1957 | 14.857   |
| 1958 | 14.876   |
| 1959 | 14.944   |
| 1960 | 14.888   |
| 1962 | 15.461   |
| 1963 | 15.350   |
| 1964 | 15.905   |
| 1965 | 16.236   |
| 1966 | 16.585   |
| 1967 | 16.657   |

| Any  | Població |
| ---- | -------- |
| 1968 | 16.618   |
| 1969 | 16.528   |
| 1970 | 16.653   |
| 1971 | 16.532   |
| 1972 | 16.289   |
| 1973 | 16.315   |
| 1974 | 18.221   |
| 1975 | 18.001   |
| 1976 | 18.052   |
| 1977 | 18.030   |
| 1978 | 18.001   |
| 1979 | 17.898   |
| 1980 | 18.143   |
| 1981 | 18.410   |
| 1982 | 18.377   |
| 1983 | 18.410   |

| Any          | Població |
| ------------ | -------- |
| 1984         | 18.339   |
| 1985         | 18.269   |
| 1986         | 18.323   |
| 1987         | 18.229   |
| 1988         | 18.126   |
| 1989         | 18.016   |
| 3. Okt. 1990 | 19.954   |
| 1998         | 19.013   |
| 1999         | 19.136   |
| 2000         | 19.010   |
| 2001         | 18.848   |
| 2002         | 18.606   |
| 2003         | 18.440   |
| 2004         | 18.308   |
| 2005         | 18.129   |
| 2006         | 18.009   |

| Any  | Població |
| ---- | -------- |
| 2007 | 17.802   |

## Història
En el lloc de la ciutat vella d'avui en dia un castell construït per assegurar la cruïlla de la ruta Via Règia i el riu Schwarze Elster a finals del segle xii. La Via Regia, va ser una important ruta comercial entre Bèlgica i Silèsia. El 1225 la ciutat va ser esmentada per primera vegada i el 1319 es va fer independent. A Kamenz es va fundar la Lliga de les Sis Ciutats de l'Alta Lusàcia el 1346 per tal de protegir-se dels barons lladres. El 1707 un incendi va destruir gran part de la ciutat vella. El filòsof i poeta Gotthold Ephraim Lessing va néixer a Kamenz el 1729.

## Ajuntament
El consistori municipal està format per 22 regidors, repartits el 2009:
| CDU:                                   | 5 regidors |
| Die Linke:                             | 7 regidors |
| FDP:                                   | 3 regidors |
| Wählervereinigung Kamenz u. Ortsteile: | 3 regidors |
| Wählervereinigung Wir für Kamenz:      | 2 regidors |
| NPD:                                   | 2 regidors |

## Fills il·lustres
- Christian Gottlieb Dachselt (1737-1804), organista.

## Agermanaments
- Alzey
- Kolín
- Karpacz